# کارچوان
کارچوان (به ارمنی: Կարճևան) یک سکونتگاه مسکونی در ارمنستان است که در استان سیونیک واقع شده‌است.  در  کیلومتری جنوب کاپان، مرکز استان سیونیک واقع شده است.

## خصوصیات
کارچوان ۲۹٫۰۴ کیلومترمربع مساحت و ۳۰۱ نفر جمعیت دارد و در ارتفاع  متر بالاتر از سطح دریا قرار گرفته است.